# نوي مهيدي جميلة
نوي مهيدي جميلة مناضلة ومجاهدة جزائرية من منطقة الحضنة - المسيلة، شاركت في الحرب التحريرية الجزائرية وضحت بنفسها لأجل الوطن وحرية شعبه

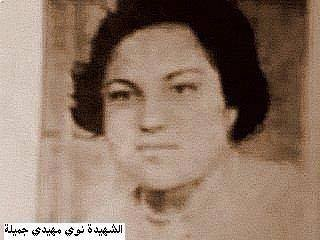
الشهيدة نوي مهيدي جميلة

## نشأتها
الشهيدة نوي مهيدي جميلة الابنة الصغرى والمدللة للأبوين علي بن عيش وفاطمة رزيق المدعوة بنت القاضي، ولدت عام 1937 ببلدية المسيلة بحي العرقوب، حيث تعد الابنة ما قبل الأخيرة في ترتيب أسرتها التي كان يطلق عليها عائلة «بن يعيش» نسبة إلى جدها، ترعرعت وسط عائلة محافظة وميسورة وسط 13 من الإخوة والأخوات. الشهيدة التي كانت تعد مثقفة العائلة زاولت دراستها سنة 1943 لمدة سبعة سنوات توجت بحصولها على الشهادة الابتدائية، كما قصدت كتاب الناحية لتعلم وحفظ القرآن الكريم ومبادئ اللغة العربية والدين الحنيف.
وكان شرف حصولها على الشهادة الابتدائية إضافة إلى متابعتها لإصدارات مجلة الشهاب الصادرة عن جمعية علماء المسلمين لها الدور الكبير في نضجها الثقافي والاجتماعي بين أقرانها والذي أهلها للقيام بدور كبير في الثورة مستقبلا،  كما كان لتعذيب والدها بعد مشاركته في أحداث 08 ماي 1945-حيث سجن لمدة عام في سجن سطيف- ، ومشاركة إخوتها (عبد الحميد، عبد النور، محمد الصديق) في الثورة التحريرية الدور الكبير في تشكل الفكر التحرري ضد المستبد الغاشم.

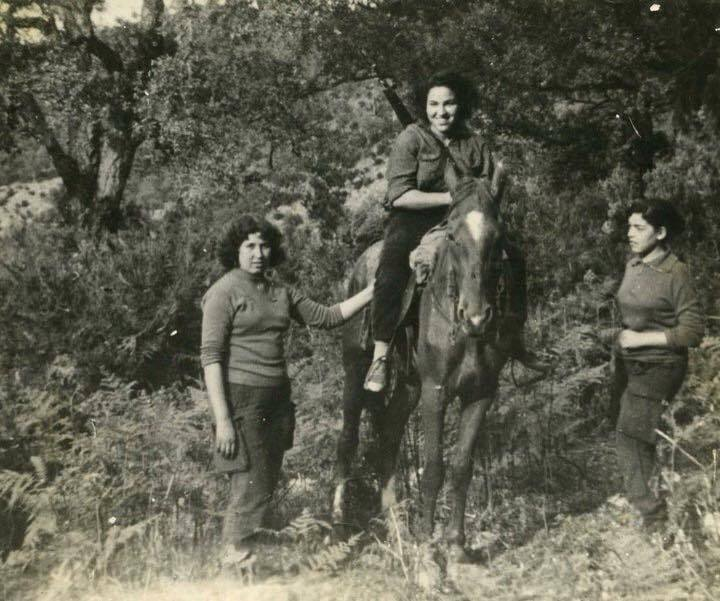
الشهيدة نوي مهيدي جميلة رفقة مجاهدات خلال الثورة التحريرية الجزائرية بمرتفعات الميلية

## نضالها
وعند بلوغها السن 18 دخلت معركة الحياة بقوة، وتأثرت بوفاة والدها «علي بن عيش» ثم عمها بعد أسبوع من وفاة أبيها سنة 04 جانفي 1955، وكذا المضايقات المتكررة للاحتلال الفرنسي على إثر صعود إخوتها إلى الجبال ومشاركتهم لأقرانهم في الثورة التحريرية، محاولة من الاحتلال الحصول على أي دليل أو معلومة تدل عليهم، حيث كانت العائلة تعد عائلة جهادية بامتياز.
على إثر هذه الأحداث حرك في مشاعرها نزعة التمرد والثورة على الظلم والاستبداد وعزمت على إتخاذ المسار النضالي والتحرري، على إثر هذا القرار وبعد وفاة والدها بثلاثة أشهر انتقلت إلى مدينة قسنطينة لبيت جدتها لأمها بن الذيب فاطمة رزيق لتكون هذه أولى خطواتها النضالية، وهناك إلتحقت بمدرسة البنات للتدريب «ابن باديس» حيث كانت فرصة لها للتقرب من الحراك الثوري لجبهة التحرير الوطني.
ونظرا لنشاطها الكبير وتميزها بين رفيقاتها داخل المدرسة مما لفتت انتباه قادة التحرير، حيث استطاعت الوصول لقادة ومسؤولي الجبهة بالناحية الثانية التاريخية وتم تكليفها بتجنيد رفيقاتها في صفوف جيش التحرير لنقل الأسلحة والرسائل السرية بين أحياء المدينة القديمة لسيرتا وبفضل طيبتها وشخصيتها الجذابة تمكنت من كسب تعاطف صديقاتها وأكثر من ذلك استطاعت التقرب من الأوربيين.
وفي نهاية جوان 1957 أكتشف أمرها مع مجموعتها بعد تعقبهم بعد تنفيذ عدة هجمات دامية ضد المستعمر الفرنسي في قلب مدينة الجسور المعلقة مما أجبرها على صعود الجبل والانضمام لصفوف الجيش التحرير الوطني بمرتفعات الميلية وامتهنت مهنة التمريض للجنود وكانت الرفيقة الدائمة للجيش وترتحل معه أينما حل وجل..

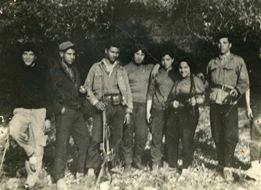
الشهيدة نوي مهيدي جميلة رفقة المجاهدين خلال الثورة التحريرية الجزائرية بمرتفعات الميلية

## مقتلها
وفي 22 نوفمبر1960 خاض المجاهدون معركة شرسة وعنيفة ضد جيش الاحتلال بدوار بوفاحة بأعالي جبال الميلية، وخلال المقاومة سقطت في ميدان الشرف والعز
حاملة في يدها السلاح بعد جهاد دام 4 سنوات بذلت فيه النفس والنفيس وفي سبيل الوطن